# Good Riddance (Time of Your Life)
«Good Riddance (Time of Your Life)» — сингл американской панк-рок группы Green Day. Хотя сама песня была написана Билли Джо Армстронгом сразу после выхода их третьего альбома Dookie (1994), она была выпущена только три года спустя в альбоме Nimrod. и стала третьим синглом, выпущенным в этом альбоме. Альтернативная версия, в другом ключе и с другой обработкой, появилась на би-сайде немецкой версии сингла «Brain Stew/Jaded». На январь 2012 было продано более двух миллионов копий сингла.

## Написание и композиция
Билли Джо написал песню ещё в 1990 году, но не показывал её вплоть до записи альбома Dookie в 1993. Музыканты посчитали песню слишком отличной от остальных песен альбома, и продюсер Роб Кавалло не знал, как вписать её в альбом. Когда пришло время записи Nimrod., Армстронг решил использовать песню, а Кавалло предложил добавить струнных инструментов.
В сравнении с предыдущими песнями Green Day, «Good Riddance» имеет более мягкие, «задумчивые» слова вместе с акустической музыкой. Майк Дирнт заявил, что выпуск этой песни был, возможно, «самой панковской» вещью, которую они когда-либо делали. Она попала в топ чарта Billboard Country Rock, и была единственной песней с альбома Nimrod., которая обрела такой успех будучи синглом.

## Клип
Режиссёром клипа был Марк Кор. В видео показывается Билли Джо, который сидит в спальне, поёт и играет на гитаре. Поверх этого вставляются отрезки видео различных людей, занимающихся повседневной деятельностью. Единственное, что их связывает — задумчивый отсутствующий взгляд. В видео также появляются Майк Дёрнт и Тре Кул как человек, качающий бензин и раненый велосипедист, которому оказывают помощь медики соответственно. Когда вышел клип, он был назван «Time of Your Life (Good Riddance)», что использовали также на обложке сингла.
В 1998 году Green Day впервые выиграли в номинации «Лучше альтернативное видео» на MTV Video Music Award за сингл и также были номинированы на Viewer’s Choice.
Клип также присутствует на DVD International Supervideos!

## Список композиций
| №                   | Название                        | Длительность |
| ------------------- | ------------------------------- | ------------ |
| 1.                  | «Good Riddance» (Album Version) | 2:34         |
| 2.                  | «Suffocate» (Non-LP Track)      | 2:47         |
| 3.                  | «You Lied» (Non-LP Track)       | 2:25         |
| 4.                  | «Good Riddance» (Clean Remix)   | 2:28         |
| 5.                  | «Desensitized» (Non-LP Track)   | 2:47         |
| 6.                  | «Rotting» (Non-LP Track)        | 2:50         |
| Общая длительность: | Общая длительность:             | 8:40         |

| №                   | Название                                                | Длительность |
| ------------------- | ------------------------------------------------------- | ------------ |
| 1.                  | «Time of Your Life (Good Riddance)» (Clean Album Remix) | 2:28         |
| 2.                  | «Desensitized» (Non-LP Track)                           | 2:47         |
| 3.                  | «Rotting» (Non-LP Track)                                | 2:50         |
| Общая длительность: | Общая длительность:                                     | 8:05         |

| №                   | Название                                            | Длительность |
| ------------------- | --------------------------------------------------- | ------------ |
| 1.                  | «Redundant»                                         | 3:18         |
| 2.                  | «Good Riddance (Time of Your Life)» (Album Version) | 2:34         |
| 3.                  | «Redundant» (Video)                                 | 3:20         |
| 4.                  | «Good Riddance (Time of Your Life)» (Video)         | 2:29         |
| Общая длительность: | Общая длительность:                                 | 11:41        |

## Позиции в чартах
| Чарт (1998)                            | Пиковая позиция |
| -------------------------------------- | --------------- |
| UK Singles Chart                       | 11              |
| Australia Singles Chart                | 2               |
| Canadian RPM Singles Chart             | 5               |
| Canadian RPM Alternative 30            | 7               |
| New Zealand Singles Chart              | 40              |
| U.S. Billboard Hot 100 Airplay         | 11              |
| U.S. Billboard Top 40 Mainstream       | 13              |
| U.S. Billboard Hot Adult Top 40 Tracks | 11              |
| U.S. Billboard Mainstream Rock Tracks  | 7               |
| U.S. Billboard Modern Rock Tracks      | 2               |